# Václav Novák (fotbalista)
Václav Novák (* 15. dubna 1949) je bývalý český fotbalista, záložník.

## Fotbalová kariéra
V československé lize hrál za Slavii Praha. Nastoupil ve 28 ligových utkáních a dal 2 ligové góly. V Poháru UEFA nastoupil ve 2 utkáních proti 1. FC Köln.

## Ligová bilance
| Ročník                                   | Zápasy | Góly | Klub         |
| ---------------------------------------- | ------ | ---- | ------------ |
| 1. československá fotbalová liga 1966/67 | 3      | 0    | Slavia Praha |
| 1. československá fotbalová liga 1967/68 | 6      | 1    | Slavia Praha |
| 1. československá fotbalová liga 1970/71 | 4      | 0    | Slavia Praha |
| 1. československá fotbalová liga 1971/72 | 14     | 1    | Slavia Praha |
| 1. československá fotbalová liga 1972/73 | 1      | 0    | Slavia Praha |
| CELKEM                                   | 28     | 2    |              |